# 찰스 C. 윌슨
찰스 C. 윌슨(Charles C. Wilson, 1894년 7월 29일 ~ 1948년 1월 7일)은 미국의 배우, 연극 배우이다.

## 영화
- 비코즈 오브 힘 (1946년)
- 이디 워즈 어 레이디 (1945년)
- 쉐인 온 하베스트 문 (1944년)
- 헤이, 루키 (1944년)
- 아이리쉬 아이스 알 스마일링 (1944년)
- 배트맨 (1943년)
- 백주의 탈출 (1942년)
- 철완 짐 (1942년)
- 더 페이스 비하인드 더 마스크 (1941년)
- 라스베가스 나이츠 (1941년)
- 블루스 인 더 나잇 (1941년)
- 존 도우를 찾아서 (1941년)
- 그들은 밤에 달린다 (1940년)
- 로즈 오브 워싱턴 스퀘어 (1939년)
- 포효하는 20년대 (1939년)
- 스파이더스 웹 (1938년)
- 샐리, 아이린 앤 메리 (1938년)
- 더 그레이트 오맬리 (1937년)
- 쓰루브레드 돈 크라이 (1937년)
- 브로드웨이 멜로디 오브 1938 (1937년)
- 내 사랑 시카고 (1936년)
- 쇼 보트 (1936년)
- 렉클리스 (1935년)
- 뮤직 이즈 매직 (1935년)
- 히어 이즈 마이 하트 (1934년)
- 레몬 드롭 키드 (1934년)
- 어느날 밤에 생긴 일 (1934년)
- 하드 투 핸들 (1933년)
- 엘머, 더 그레이트 (1933년) - 미스터 웨이드 역
- 지옥의 시장 (1933년)
- 로마 스캔달 (1933년)
- 댄싱 레이디 (1933년)